# Thorwald Veneberg
Thorwald Veneberg (Amsterdam, 16 oktober 1977) is een voormalig Nederlands wielrenner.

## Biografie
Nadat de in Amsterdam geboren Thorwald Veneberg in 2000 Nederlands kampioen bij de espoirs was geworden, werd hij het volgende seizoen beroepsrenner bij Rabobank. Hij werd in zijn eerste profjaar vijftiende in de Midi Libre en toonde zo aan behoorlijk te kunnen klimmen.
Venebergs ontwikkeling stokte daarna enigszins. Dit kwam ook omdat Veneberg ondertussen zijn studie bewegingswetenschappen afrondde, waarin hij afstudeerde met een scriptie over faalangst. Dat kwam hem vervolgens goed van pas tijdens de Scheldeprijs van 2005 toen hij in een sprint-à-deux Tomas Vaitkus versloeg, op papier de betere sprinter, en zo zijn eerste profzege behaalde. In 2006 kwam Veneberg zwaar ten val tijdens de Tirreno-Adriatico; hij brak zijn sleutel- en schaambeen.
In zijn totale carrière boekte Veneberg twee profzeges. Naast zijn zege in de Scheldeprijs van 2005 won Veneberg in 2004 de profronde van Friesland.
Veneberg kreeg na het seizoen 2007 te horen dat er geen plaats meer was binnen de wielerploeg van de bankier. Hij vocht zijn ontslag aan, en deze zaak duurde tot eind september 2008. Toen kwamen beide partijen er alsnog uit. Veneberg beëindigde daarna zijn wielercarrière en werkte sindsdien voor de KNWU. Op 1 januari 2017 werd Veneberg bondscoach wegwielrennen bij de bond.
Op 22 mei 2018 maakte de KNWU bekend dat Veneberg de nieuwe algemeen directeur van de wielerbond werd. Hij volgde Vincent Luyendijk op, die na twee jaar bij de bond vertrok. Eerder was hij technisch directeur. Margo de Vries werd als adjunct-directeur aangesteld.
Per 1 november 2022 verlaat Veneberg de KNWU om algemeen directeur bij de Nederlandse Triathlon Bond te worden 

## Resultaten in voornaamste wedstrijden
| Jaar | Ronde van Italië | Ronde van Frankrijk | Ronde van Spanje |
| ---- | ---------------- | ------------------- | ---------------- |
| 2001 |                  |                     | 78e              |
| 2002 | 65e              |                     |                  |
| 2003 |                  |                     |                  |
| 2004 |                  |                     | 48e              |
| 2005 | opgave           |                     | 91e              |
| 2006 |                  |                     |                  |
| 2007 |                  |                     |                  |

| Jaar | Parijs-Roubaix | Ronde van Lombardije | Parijs-Brussel | Scheldeprijs |  | WK op de weg |
| ---- | -------------- | -------------------- | -------------- | ------------ |  | ------------ |
| 2001 | opgave         |                      |                |              |  | opgave       |
| 2002 |                |                      |                |              |  |              |
| 2003 |                |                      | 17e            |              |  |              |
| 2004 |                |                      |                |              |  | opgave       |
| 2005 |                | opgave               |                | ↑            |  |              |
| 2006 |                |                      |                |              |  |              |
| 2007 |                |                      | 59e            | 106e         |  |              |